# Série éliminatoire
Pour les articles homonymes, voir Barrage (homonymie).
Dans le sport, une « série éliminatoire » (en anglais « playoffs », ce qui signifie aussi barrage) est une formule de compétition qui prend généralement place après une série (ou saison) régulière et permet alors de décerner des titres.

## Généralités
À l'issue de la première phase, généralement organisée en tournoi toutes rondes, les équipes ou participants les mieux classés s'affrontent dans un système de tours successifs à élimination directe (quart de finale, demi-finale, finale). La formule d'attribution des places varie selon les ligues et les époques ; par exemple, la première équipe peut affronter la huitième, la seconde contre la septième, la troisième contre la sixième et la quatrième contre la cinquième. Ensuite, l'équipe gagnante du premier duo peut affronter l'équipe gagnante du troisième duo et l'équipe gagnante du duo deux va jouer contre celle du duo quatre. Les deux équipes gagnantes s'affrontent ensuite en finale. Parfois aussi, quand la ligue est divisée en divisions ou conférences, un champion est déterminé pour chacune d'elles et la phase finale est jouée entre les gagnants. 
Une série peut se disputer en plusieurs matchs et dans ce cas, une équipe doit remporter un certain nombre de rencontres pour remporter le tour et accéder au suivant. Le nombre de matchs effectivement joués peut alors varier. Par exemple, dans une série au meilleur des cinq matchs, la première équipe qui gagne trois matchs passe le tour et selon le cas, trois, quatre ou cinq rencontres seront organisées. Un tour de barrage préliminaire avec moins de victoires requises peut aussi être disputé par les équipes les moins bien classées pour accéder au tableau final.
Les séries éliminatoires sont particulièrement utilisées dans les sports populaires en Amérique du Nord : hockey sur glace, basket-ball, baseball et le football américain ou canadien. Au hockey, baseball ou basket-ball le qualifié est celui qui gagne le plus de parties. Au football américain il n'y a qu'un match, le vainqueur passant au tour suivant.
Pour ce qui concerne le basket-ball, les séries éliminatoires de la NBA se disputent au meilleur des sept matchs. Le nombre n'est pas le même selon la compétition et les saisons. En France, championnat de France Pro A a utilisé différents formats : au meilleur des trois matchs, sur une finale unique, ou au meilleur des cinq matchs depuis la saison 2012-2013. Ce format est celui utilisé dans le Championnat d'Espagne. En Euroligue, compétition majeures en Europe pour les clubs, ce format est utilisé pour les matchs de la phase éliminatoire (quart et demi-finale), la finale se déroulant toutefois sur une seule rencontre.
Dans le cas du rugby à XV, la série éliminatoire commence généralement en demi-finales, avec les quatre premiers du classement de la saison régulière (1er contre 4e et 2e contre 3e). Le Top 14 a élargi la série éliminatoire en 2009 à six équipes : les deux premiers étant qualifiés directement pour les demi-finales, les quatre autres disputent un tour de barrage pour obtenir les places restantes dans le dernier carré.
En football, le terme de barrages est utilisé pour désigner les séries de matchs joués en fin de saison par des équipes éligibles pour accéder à une division supérieure la saison suivante, et par au moins une équipe qui lutte à l'inverse pour éviter une relégation à l'échelon inférieur.

### Baseball

#### Ligue majeure de baseball

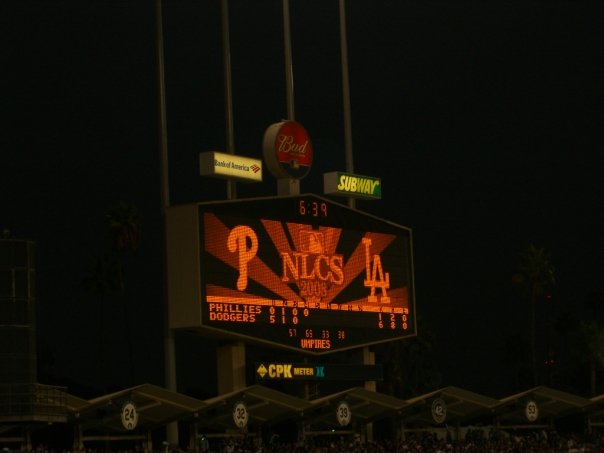
Tableau d'affichage du Dodger Stadium de Los Angeles durant la Série de championnat 2008 de la Ligue nationale de baseball.

Les séries éliminatoires de la Ligue majeure de baseball (MLB) sont un tournoi disputé annuellement en octobre.
Jouées sur 4 rondes et mettant aux prises 10 équipes, ces séries éliminatoires se terminent par la Série mondiale, une série au meilleur de 7 matchs qui couronne le champion annuel de la Ligue majeure de baseball.
Plusieurs formats de séries éliminatoires ont été utilisés au fil des ans. Les 4 rondes disputées depuis le dernier changement de format éliminatoire en 2012 sont, dans l'ordre qu'elles sont jouées : la phase des matchs de meilleurs deuxièmes, les Séries de divisions, les Séries de championnat et la Série mondiale.

### Football / Soccer

#### Major League Soccer

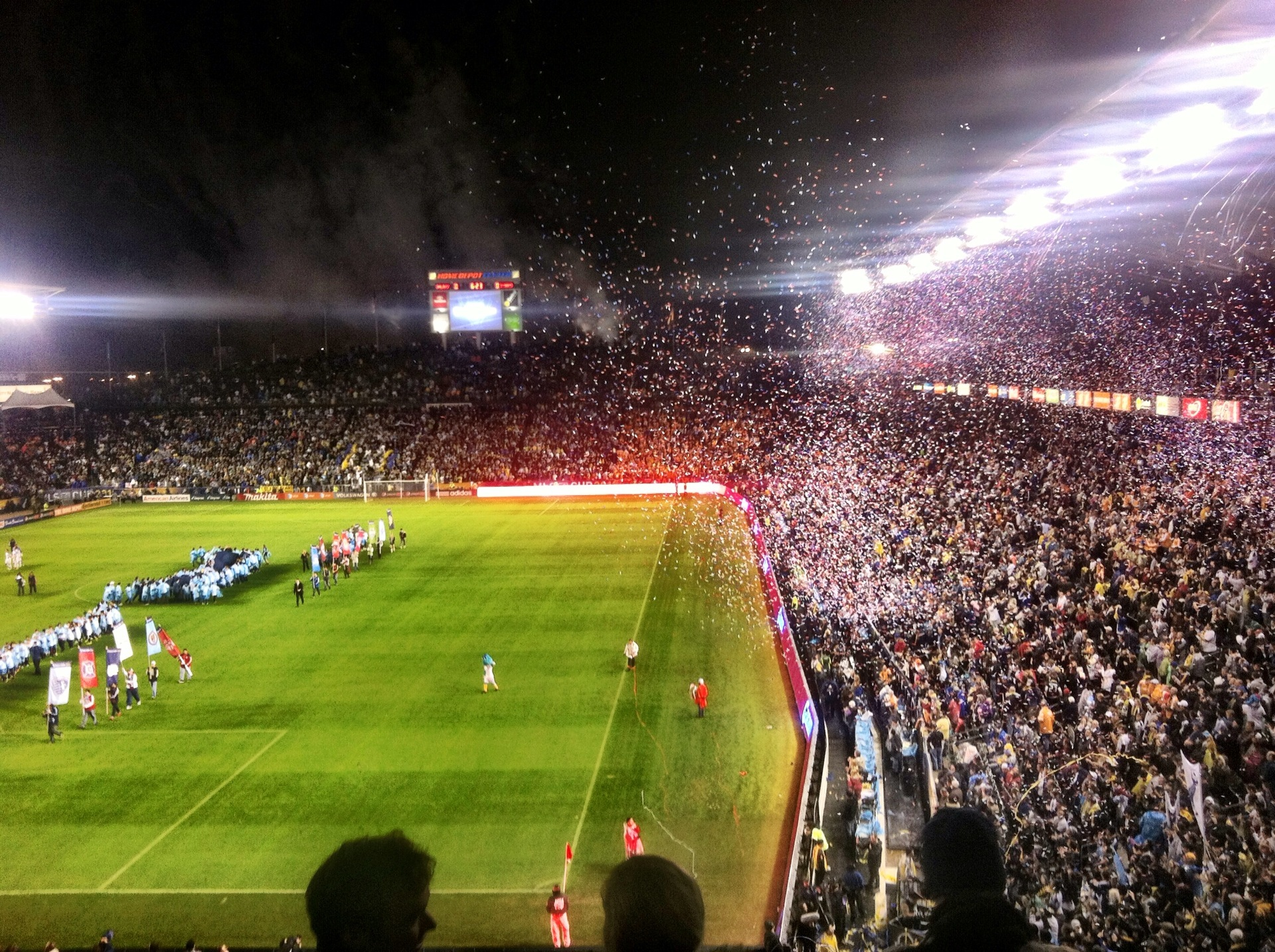
Le Galaxy remporte la Coupe MLS en 2011 à Los Angeles

Lors de la saison 2018, la Major League Soccer (MLS) comprend 23 équipes réparties en deux conférences : 11 dans la conférence Est et 12 dans la conférence Ouest. Au total, 12 équipes sur 23 se qualifient pour les séries éliminatoires ; ce sont les 6 meilleurs de chaque conférence. Les équipes occupant les deux premières places à l'Est et à l'Ouest passent automatiquement en quart de finale des Playoffs (demi-finale de conférence). Les clubs de la troisième à la sixième position passent quant à eux en huitième de finale des séries éliminatoires (Knockout Round).
Huit équipes se retrouvent qualifiées pour les demi-finales de conférence : les clubs ayant remporté le Knockout Round visitent les clubs arrivés en première ou seconde position lors de la série régulière. Les gagnants de ces matchs uniques passent en finale de conférence, le club ayant conservé la meilleure fiche en saison régulière étant encore une fois l'hôte. Enfin, les gagnants des deux conférences sont opposés en finale de la Coupe MLS, un match unique joué dans un stade chez le vainqueur de conférence qui présente le meilleur bilan de la saison régulière. Les éliminatoires de la MLS débutent fin octobre et la finale est disputée à la fin novembre ou au tout début de décembre.
Depuis la saison 2019, la ligue comprend 24 équipes avec l'arrivée du FC Cincinnati, ce qui permet d'équilibrer les deux conférences. 14 équipes (7 par conférence) sur 24 se qualifient pour les séries éliminatoires. 

##### Bris d'égalités
En saison régulière, un club reçoit trois points pour une victoire et un point pour un match nul. En cas d'égalité aux points, des scénarios de bris d'égalité sont fixés pour établir le classement final de la saison. Depuis la saison 2012, ces critères sont considérés jusqu'à ce que les clubs soient départagés  :
- Total le plus élevé de buts marqués durant la saison.
- Meilleure différence de buts.
- Club ayant le plus bas total de points disciplinaires (un point par faute, 3 par premier carton jaune, 5 par second carton jaune résultant en un carton rouge, 6 par carton rouge sans carton jaune reçu auparavant, 6 points pour avoir été suspendu par la ligue[3]).
- Le plus grand nombre de buts marqués lors de matchs joués à l'extérieur.
- Meilleur différence de buts dans les matchs à l'extérieur.
- Le plus grand nombre de buts marqués à domicile.
- Meilleur différence de buts dans les matchs à domicile.
- Si aucun des critères choisis ne permet de faire le départage, un tirage au sort entre les clubs concernés est effectué.

#### Belgique
Au terme de la phase classique du championnat de Belgique, les équipes classées aux six premières places débutent les play-offs. Les points obtenus durant la phase classique du championnat sont divisés par deux, arrondis à l’unité supérieure. Ce « mini » championnat se joue en matchs aller-retour, chaque équipe jouant 10 matchs.

### Football américain

#### National Football League
Les séries éliminatoires en National Football League (NFL) mettent en présence quatorze équipes (sept par conférence) qualifiées en fonction de leurs résultats au terme de la saison régulière. Dans chaque conférence, il s'agit des quatre champions de division et des trois meilleures équipes non-championnes de division. En cas d'égalité au nombre de victoires, les critères pour départager les deux équipes sont nombreux, dont la différence de points dans les matchs qui, contrairement à d'autres sports, est un critère secondaire. Un classement comparatif des quatre équipes championnes de leur division est ensuite établi en fonction de leur total de points. La première formation est exemptée du premier tour appelé tour de « wild card » et fait donc son entrée au second tour, contrairement aux trois autres équipes.
Lors du tour du « wild card », la deuxième meilleure équipe parmi les champions de division de la conférence reçoit la dernière équipe qualifiée pour les playoffs et la quatrième équipe championne reçoit le meilleur "non-champion". Au second tour, l'équipe classée première de la conférence sur la saison régulière entre en lice et affronte la « moins bonne » équipe qui a passé le premier tour (c'est-à-dire celle avec les moins bons résultats au cours de la saison). Enfin, les vainqueurs de chaque conférence se rencontrent pour le Super Bowl.

#### National Collegiate Athletic Association
Depuis la saison 2014, la NCAA Division I Football Bowl Subdivision — le plus haut niveau de football américain universitaire — possède une série éliminatoire dénommée College Football Playoff (CFP). Elle se déroule après la saison régulière et détermine le champion national.
La série met en présence les quatre meilleures équipes de la saison régulière sélectionnées par le comité du CFP. 
Ces quatre équipes se rencontrent lors de demi-finales — 1re contre 4e et 2e contre 3e — et les gagnants se disputent le titre lors de la finale nationale dénommée College Football Championship Game.
Les six bowls majeurs accueillent les demi-finales dans un système de rotation établi sur un cycle de trois saisons. 
L'ordre de rotation pour les demi-finales a été établi comme suit :
- Année 1 : Rose et Sugar Bowl ;
- Année 2 : Orange et Cotton Bowl ;
- Année 3 : Fiesta et Peach Bowl.

### Hockey sur glace

#### Ligue de hockey de l'Ontario
En Ontario, au terme de la saison régulière de 68 matchs, les 16 meilleures équipes classées s'affrontent en séries éliminatoires au meilleur de sept parties. Le premier joue contre le seizième, le deuxième contre le quinzième et ainsi de suite pour déterminer les huitièmes de finale.

#### Ligue de hockey de l'Ouest
Au terme de la saison régulière de 72 matchs, les 16 meilleures équipes classées s'affrontent en séries éliminatoires au meilleur de sept parties. Le premier joue contre le seizième, le deuxième contre le quinzième et ainsi de suite pour déterminer les huitièmes de finale.

#### Ligue de hockey junior majeur du Québec
Au Québec, au terme de la saison régulière de 68 matchs, les 16 meilleures équipes classées s'affrontent en séries éliminatoires au meilleur de sept parties. Le premier joue contre le seizième, le deuxième contre le quinzième et ainsi de suite pour déterminer les huitièmes de finale.

#### Ligue nationale de hockey
Aux États-Unis et au Canada, les séries éliminatoires de la Ligue nationale de hockey (LNH) opposent 16 équipes depuis la saison 1979-1980 et culminent par la finale de la Coupe Stanley. La première ronde éliminatoire est jouée au meilleur de cinq parties et les trois suivantes au meilleur de sept parties de l'année 1980 jusqu'aux éliminatoires suivant la saison régulière 1986-1987. Depuis la saison 1987-1988, les quatre rondes sont au meilleur de sept parties. La manière dont les équipes s'y qualifient change à partir de la 1993-1994 : depuis cette date, le classement dans les différentes divisions a peu d'incidence, sauf pour les équipes de première place automatiquement qualifiées pour les éliminatoires. Les autres clubs sont qualifiés en fonction de leur position au classement des Associations de l'Est et de l'Ouest. Les éliminatoires se déroulent généralement de mi-avril à début juin.

#### National League en Suisse
En Suisse, au terme de la saison régulière de 50 matchs en National League (NL), les 8 meilleures équipes classées s'affrontent en playoffs au meilleur de sept parties. Le premier joue contre le huitième, le deuxième contre le septième et ainsi de suite pour déterminer les quarts de finale. Les éliminatoires se déroulent généralement de début mars à mi-avril.